# مانويل جونسون
مانويل جونسون (بالإنجليزية: Manuel H. Johnson)‏ (و. 1949 – م) هو عالم اقتصاد، من الولايات المتحدة الأمريكية، ولد في تروي، ألاباما.

## مناصب
تولى منصب مجلس الاحتياطي الفيدرالي، ومعاون وزير مالية الولايات المتحدة الأمريكية ‏.

## التعليم
تعلم في جامعة طروادة، وجامعة ولاية فلوريدا.